# 世界ベテラン卓球選手権
世界ベテラン卓球選手権（せかいべてらんたっきゅうせんしゅけん、World Veteran Table Tennis Championships）は、卓球の国際大会の1つである。

## 概要
2年に1度、偶数年の5月もしくは6月に開催される卓球の国際大会で、大会開催年に40歳以上に達している卓球選手であれば、出場料を払った上で手続きをふめば誰でも参加できる。
大会では40〜49歳の部、50〜59歳の部、60〜64歳の部、65〜69歳の部、70〜74歳の部、75〜79歳の部、80〜84歳の部、85〜89歳の部、90歳以上の部の9つのカテゴリーに分けられており、各カテゴリーで男子のシングルとダブルス、女子シングルとダブルスの4種目が行われる。
各種目ではまず、4名（4チーム）ごとに分かれて予選リーグを戦い、1位と2位のチームが決勝トーナメント、3位と4位のチームが敗者復活トーナメントにすすむ。決勝トーナメントと敗者復活トーナメントでは1敗すると敗退となる。各試合は全て11点制で行われ、3セット先取した方の勝利である。

## 過去の開催地
| 回数 | 開催年 | 開催地               | 参加人数 | 参加国数 |
| ---- | ------ | -------------------- | -------- | -------- |
| 1    | 1982年 | ヨーテボリ           | 450      | 21       |
| 2    | 1984年 | ヘルシンキ           | 650      | 36       |
| 3    | 1986年 | リミニ               | 1,100    | 38       |
| 4    | 1988年 | ザグレブ             | 1,650    | 45       |
| 5    | 1990年 | ボルチモア           | 1,100    | 46       |
| 6    | 1992年 | ダブリン             | 1,300    | 48       |
| 7    | 1994年 | メルボルン           | 1,800    | 49       |
| 8    | 1996年 | リレハンメル         | 1,950    | 49       |
| 9    | 1998年 | マンチェスター       | 1,400    | 53       |
| 10   | 2000年 | バンクーバー         | 1,850    | 57       |
| 11   | 2002年 | ルツェルン           | 2,750    | 63       |
| 12   | 2004年 | 横浜                 | 2,384    | 47       |
| 13   | 2006年 | ブレーメン           | 3,650    | 59       |
| 14   | 2008年 | リオ・デ・ジャネイロ | 1,378    | 52       |
| 15   | 2010年 | フフホト             | 2,065    | 51       |
| 16   | 2012年 | ストックホルム       | 3,335    | 66       |
| 17   | 2014年 | オークランド         |          |          |
| 18   | 2016年 | エルチェ・アリカンテ |          |          |
| 19   | 2018年 | ラスベガス           |          |          |